# Râul Valea Tânără
Râul Valea Tânără este un curs de apă, afluent al râului Bătrâna.

## Hărți
- Harta Munților Vâlcan  Arhivat în 15 iunie 2011, la Wayback Machine.